# Kloster Acquafredda
Kloster Acquafredda (S. Maria di Aquafredda) ist eine ehemalige Zisterzienserabtei in der Lombardei, Italien. Es liegt auf einer Höhe von 329 m in der Gemeinde Lenno in der Provinz Como oberhalb des Comer Sees.

## Geschichte
Die Stiftung erfolgte im Juli 1142 durch Azzo Peregrino, den Herrn der Isola Comacina, der dem Mönch Enrico von Morimondo den wüsten Roncale genannten Ort überließ, um dort ein der Gottesmutter, dem Heiligen Petrus und dem Bischof von Como Agrippino, der dort bereits im Jahr 586 eine Kirche errichtet haben soll, in der er später begraben wurde, geweihtes Kloster zu gründen. Das Kloster wurde im Jahr 1143 errichtet. Die Mönche kamen aus dem Kloster Morimondo, einer Tochter der Primarabtei Morimond. Der Name der Abtei leitet sich von einer nahe gelegenen kalten Quelle ab. 1159 gewährte Kaiser Friedrich Barbarossa dem Kloster ein Privileg und 1173 nahm es Papst Alexander III. unter seinen Schutz. Der Bau der ersten Kirche, von der nur eine kleine halbkreisförmige Apsis erhalten ist, wurde wohl 1153 begonnen. 1431 sollen die Zisterzienser von Acquafredda die Basilika des Cluniazenserkonvents von San Benedetto im Perlana-Tal übernommen haben (nach Schomann, Reclams Kunstführer Italien I.1, 1981, S. 201). Das Kloster schloss sich 1497 der italienischen Kongregation des Heiligen Bernhard an, fiel aber schon sechs Jahre später in Kommende des Neffen von Papst Pius III., Francesco Piccolomini. Es wurde 1527 vom Grafen Ascanio Pergamino auf Befehl des Gouverneurs von Como Federico Rossi in Brand gesetzt, um Banditen zu vertreiben, die sich dort eingenistet hatten. Im 16. Jahrhundert war die Wirtschaftskraft des Klosters gering. Im August 1785 wurde das Kloster aufgehoben; die Mönche gingen in die Certosa di Pavia. Das 19. Jahrhundert sah zunächst eine Niederlassung von Benediktinern aus Marseille; in der Folgezeit übernahmen Kapuziner das Kloster.

## Anlage und Bauten
Die kleine heutige Kirche aus dem 18. Jahrhundert ist einschiffig mit zwei Seitenkapellen und besitzt Gemälde von Fiammighini; auch die Klostergebäude stammen aus dem 18. Jahrhundert.